# Seznam mehiških tenisačev
Seznam mehiških tenisačev.

## B
- Lucila Becerra

## C
- Erika Clarke

## D
- Luis Díaz-Barriga

## E
- Bruno Echagaray
- Juan Manuel Elizondo
- Xóchitl Escobedo

## F
- Oliver Fernández

## G
- Angélica Gavaldón
- Lucas Gómez
- Santiago González

## H
- Tigre Hank
- Ximena Hermoso
- Alejandro Hernández

## L
- Leonardo Lavalle
- Maluca Llamas

## O
- Giuliana Olmos
- Óscar Ortiz
- Rafael Osuna

## P
- Antonio Palafox
- Luis Patino
- Ana Paula de la Peña

## R
- César Ramírez
- María José Portillo Ramírez
- Raúl Ramírez
- Miguel Ángel Reyes-Varela
- Victoria Rodríguez
- Antonio Ruiz-Rosales

## S
- Ana Sofía Sánchez
- Melissa Torres Sandoval

## V
- Miguel Gallardo Valles
- Gerardo López Villaseñor

## Z
- Marcela Zacarías
- Renata Zarazúa